# 82656 Puskás
82656 Puskás è un asteroide della fascia principale. Scoperto nel 2001, presenta un'orbita caratterizzata da un semiasse maggiore pari a 3,0877378 UA e da un'eccentricità di 0,1754443, inclinata di 2,80709° rispetto all'eclittica.
L'asteroide è dedicato al calciatore ungherese Ferenc Puskás.